# Chapelle de la Présentation-de-Marie-au-Temple de Ryjkovo
La chapelle de la Présentation-de-Marie-au-Temple de Ryjkovo (en russe : Часовня Введения во храм Пресвятой Богородицы) est une chapelle construite en bois, surmontée d'un toit en forme de chatior, située dans le hameau de Ryjkovo, dans le raïon de Plessetsk, dans l'oblast d'Arkhangelsk, en fédération de Russie.
Elle est classée dans la liste de l'héritage patrimonial de la Russie d'intérêt régional sous le n°291710952810005. Elle appartient au type en bois, sa construction date du tout début du XIXe siècle, et grâce aux différentes restaurations, elle est dans un très bon état.

## Historique
La construction de la chapelle remonte à 1801, lorsque l'édifice est édifié en bordure de village. Les paysans érigent la chapelle pour qu'ils puissent prier « en cas de mauvaises récoltes et de mort d'animaux ». La chapelle est terminée en 1805, et est dédiée à deux fêtes : la Présentation de Marie au Temple et la Nativité de saint Jean-Baptiste, même si, depuis, elle n'est dédiée plus qu'à la première fête.
La chapelle est le seul édifice religieux de Ryjkovo.
Au début du XXe siècle, les façades et l'intérieur sont refaits, tout comme les fenêtres. 
Pendant l'époque soviétique, la ferme collective du village, propriétaire de la chapelle, la transforme en un grenier. On peut apercevoir des inscriptions des années 1940 sur les murs à propos des stocks.
En 2004, des spécialistes russes et norvégiens, employés par le parc national de Kenozero (où se situe le hameau et la chapelle), entament des rénovations d'ampleur. Le porche d'origine est ouvert, même si le toit du porche est conservé, avec un bois renouvelé. La clôture, qui avait été abandonné, est recréée. Le petit beffroi octogonal, qui avait été laissé à l'abandon  depuis longtemps, est refait, une petite coupole avec une croix installée.
Cette chapelle est classée en 1990 comme objet patrimonial culturel d'importance régionale.

## Description
La forme de la chapelle, telle qu'elle peut être aperçue, ne fut acquise qu'après les rénovations du début du XXIe siècle. Elle s'inscrit dans le style régional, où les édifices sont de petites tailles, construits en bois, avec un petit porche. 
À l'intérieur, les fresques du plafond, montrant en 16 triangles les apôtres, les évangiles, la fête de la Nativité de Jean-Baptiste et la fête de la Présentation, furent entièrement repeintes. Il faut noter que contrairement à la plupart des fresques de ce type, qui ont une rangée pareille, celle de la chapelle diffère, avec des personnages à d'autres places qu'habituellement. Onze apôtres sont représentés (Simon le Cananéen n'y figure pas), avec Paul avec une épée et Pierre une clef. Au sommet de chaque côté se trouve un chérubin. Le fond varie entre du rose, du bleu, et sur la partie inférieure les bâtiments de la ville de Jérusalem et des collines avec de la végétation.

## Galerie

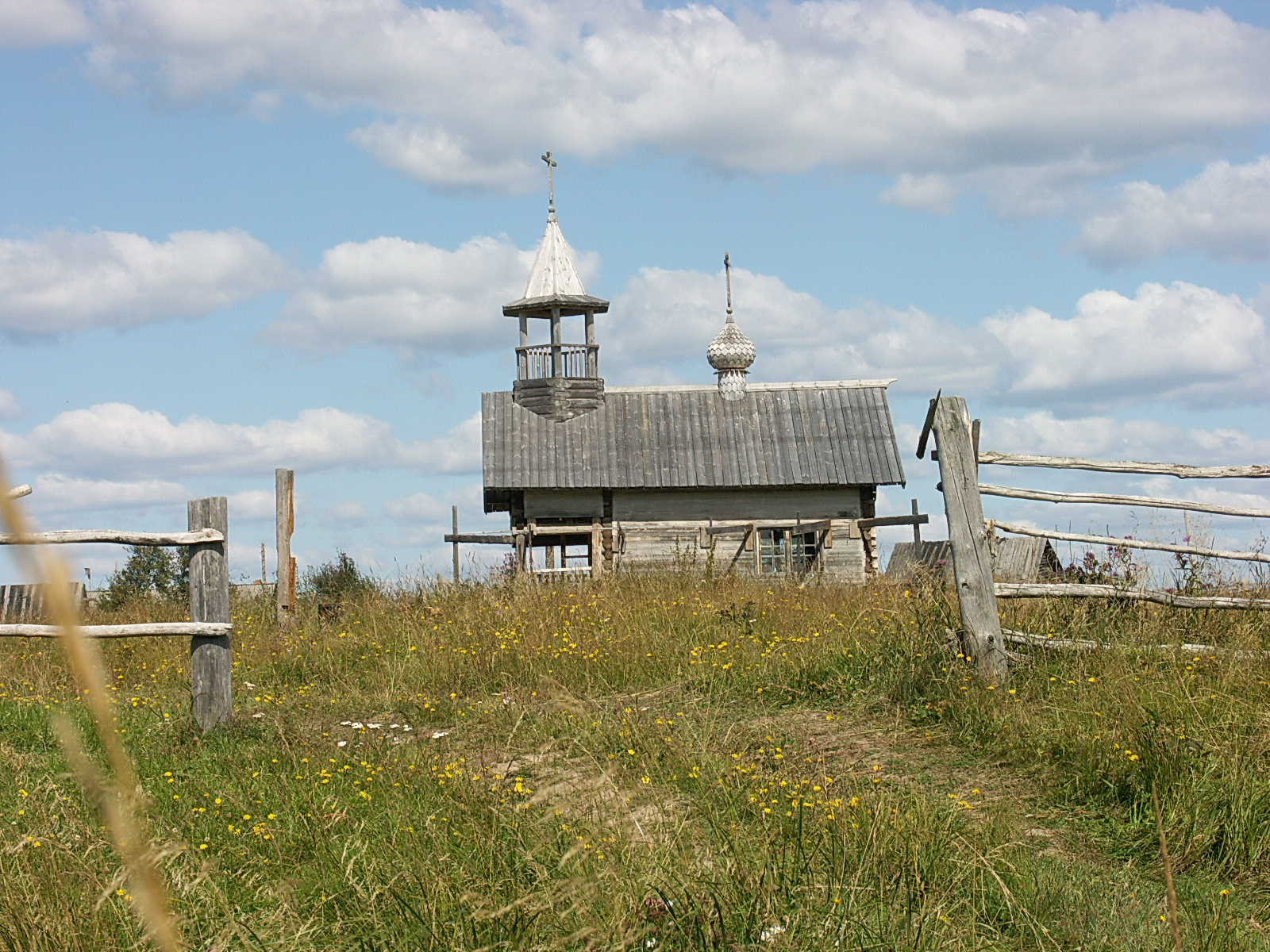
Vue de l'église.
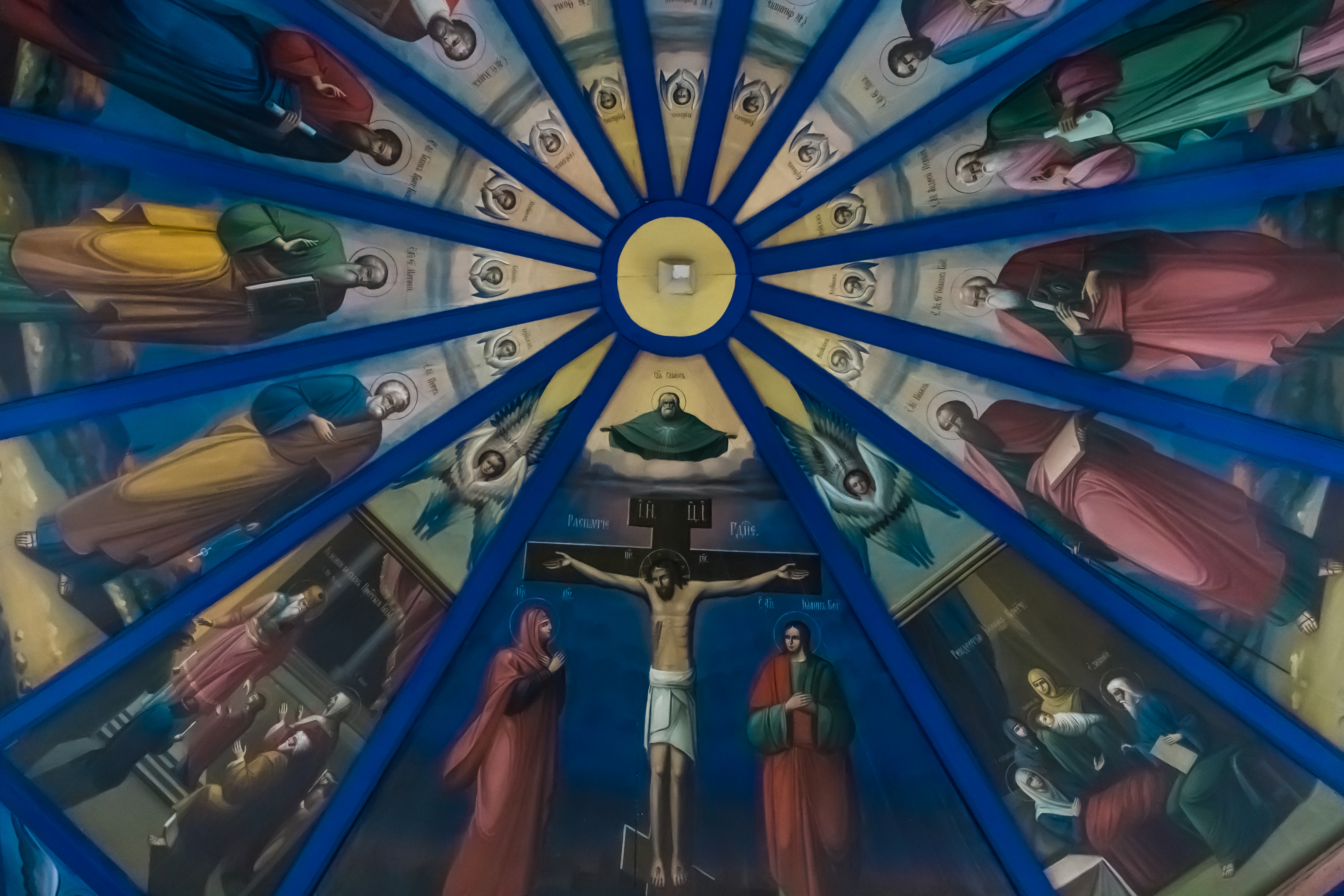
Fresque du plafond.
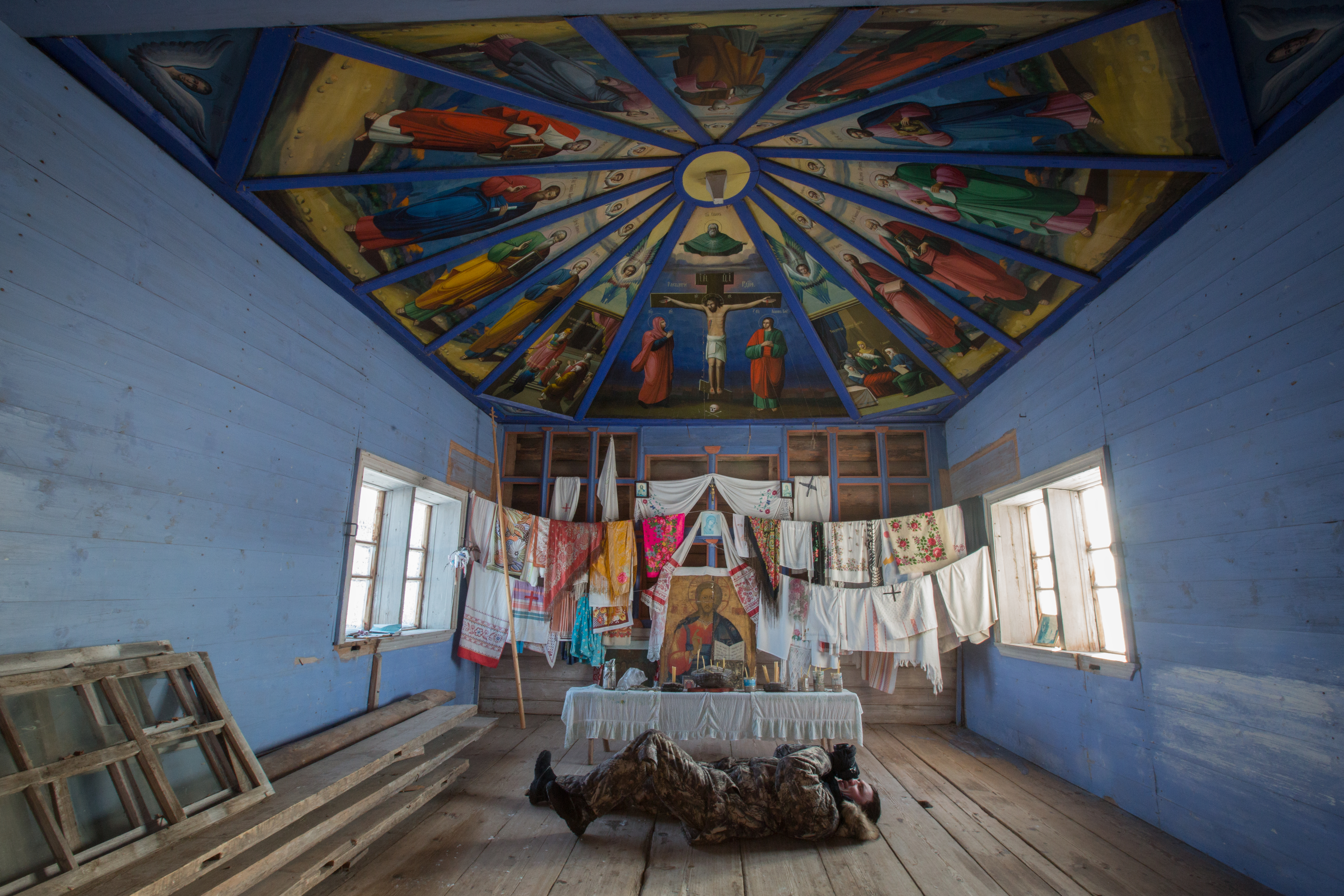
Vue intérieure
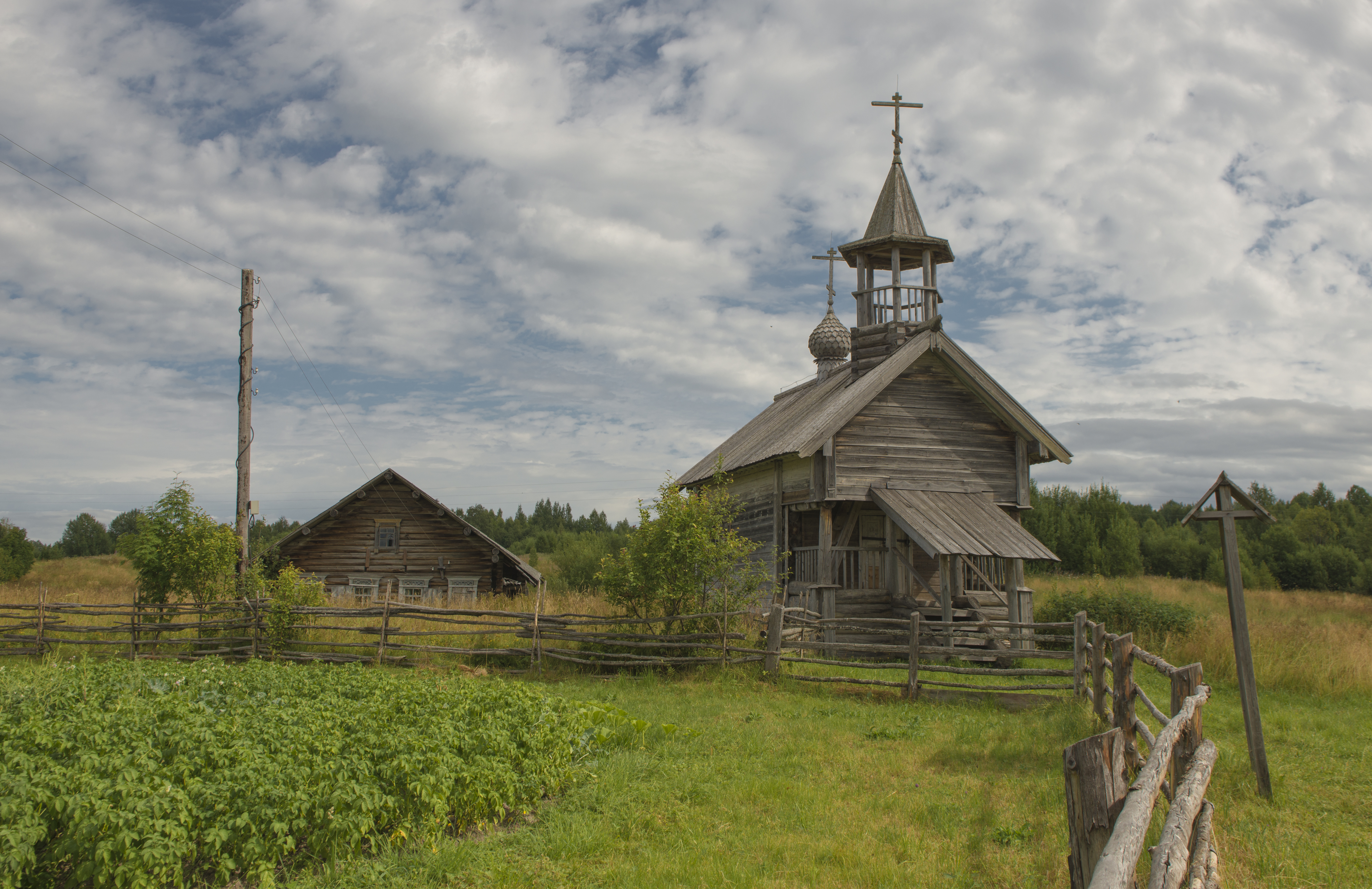
Autre vue extérieure